# Simon Wiesenthal Center

Logo des Simon Wiesenthal Center

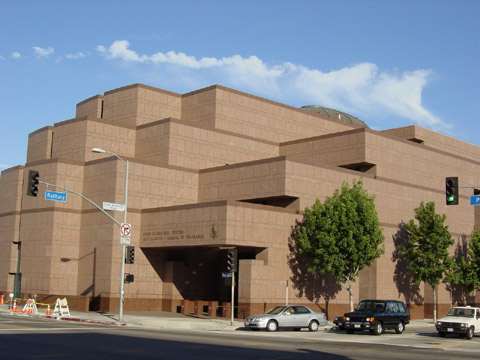
Simon Wiesenthal Center in Los Angeles

Das Simon Wiesenthal Center ist eine jüdische, politisch tätige Internationale Nichtregierungsorganisation mit Hauptsitz in Los Angeles. Es wurde 1977 gegründet und ist nach Simon Wiesenthal benannt; es setzt sich hauptsächlich mit der Thematik des Holocausts auseinander. Simon Wiesenthal selbst war dabei nur als Namensgeber, aber weder an der Gründung noch der Leitung des Centers beteiligt.

## Standorte
Der Hauptsitz des Simon Wiesenthal Centers ist in Los Angeles im Stadtteil Pico-Robertson. Weitere Standorte sind New York, Miami, Jerusalem, Paris und Buenos Aires.

## Tätigkeiten
Es verfolgt das Ziel, Toleranz und Verständnis gegenüber Mitmenschen in der heutigen Zeit zu bewahren, was durch aktives Einbeziehen der Gesellschaft und deren Aufklärung und Bildung erreicht werden soll. Das Simon Wiesenthal Center beschäftigt sich mit Rassismus, Antisemitismus, Terrorismus und Völkermord. Es bezieht außerdem Position für das Verbot von Antifa-Organisationen. Das Zentrum ist sowohl in den Vereinten Nationen als auch bei der UNESCO als Nichtregierungsorganisation (NRO) registriert.
Seit der Gründung des Simon Wiesenthal Centers 1977 findet eine kontinuierliche Kommunikation mit sowohl privaten als auch öffentlichen Einrichtungen, u. a. mit der US-amerikanischen Regierung und anderen Regierungen statt.
Die Kampagne Operation Last Chance wird in Kooperation mit der Stiftung Targum Shlishi durchgeführt und verfolgt das Ziel, gesuchte und noch lebende NS-Kriegsverbrecher der Justiz zuzuführen. Sie wird von Efraim Zuroff, dem Direktor des Standorts Jerusalem, geleitet.
Im Simon Wiesenthal Center und dem dazugehörigen Museum der Toleranz kann ein österreichischer Gedenkdienst abgeleistet werden.

## Leitung
Gründer und Leiter des Zentrums ist der Rabbiner Marvin Hier, sein Stellvertreter ist Rabbi Abraham Cooper. Der derzeitige Geschäftsführer ist Rabbi Meyer H. May.

## Bibliothek und Archiv
Die Bibliothek des Zentrums in Los Angeles umfasst eine Sammlung von ungefähr 50.000 Bänden und Artikeln. Ferner sind im Archiv Bilder, Tagebücher, Briefe, Artefakte, Vorlagen und seltene Bücher zu finden, welche für Forscher, Studenten und andere zugänglich sind. Eine große Anzahl der Dokumente ist online einsehbar.

## Verhältnis zum Namensgeber
Zunächst empfand Simon Wiesenthal es als große Ehre, dass das Center nach ihm benannt wurde. Dessen Leiter Marvin Hier vermittelte ihm zahlreiche Vorträge und Ehrungen in den Vereinigten Staaten. In späteren Jahren fühlte sich Wiesenthal häufig übergangen oder schlecht informiert, so dass sich die Konflikte häuften. Marvin Hier gelang es immer wieder, ihn zu besänftigen.

## Operation Last Chance
Operation Last Chance ist eine internationale Kampagne mit dem Ziel, gesuchte NS-Kriegsverbrecher der Justiz zuzuführen. Das Motto der Aktion lautet: „Spät, aber nicht zu spät.“ Für Hinweise, die zur Verurteilung einer der gesuchten Personen führen, sind jeweils 10.000 Euro ausgesetzt.
2013 startete das Zentrum in Deutschland eine Plakat-Kampagne, mit deren Hilfe die letzten noch lebenden Kriegsverbrecher aufgespürt werden sollten. Zunächst wurden in Berlin, Hamburg und Köln insgesamt 2.000 Plakate mit dem Motto „Spät, aber nicht zu spät! Operation Last Chance“ aufgehängt. Auf den schwarz-roten Plakaten war das Tor zum KZ Auschwitz abgebildet. Für sachdienliche Informationen war eine Belohnung von bis zu 25.000 Euro ausgesetzt.
Es sei nicht zu spät, die Verbrechen des Holocaust zu verfolgen, und ihr inzwischen hohes Alter dürfe die Täter nicht schützen, gab das Simon-Wiesenthal-Zentrum an. Das Zentrum schätzte zu dem Zeitpunkt die Zahl der noch lebenden Nazi-Verbrecher in Deutschland auf 60 bis 120. Die Gesuchten waren vermutlich um die 90 Jahre alt oder noch älter. Anlass der Plakat-Kampagne war die Verurteilung des Kriegsverbrechers Iwan Demjanjuk. Der Fall hatte die Rechtslage verändert: der ehemalige KZ-Aufseher Demjanjuk wurde 2011 trotz nicht nachweisbarer Individualschuld wegen Beihilfe zum Mord in 20.000 Fällen zu fünf Jahren Haft verurteilt. Das Gericht sah es für eine Verurteilung als ausreichend an, dass Demjanjuk „Teil der Vernichtungsmaschinerie“ der Nationalsozialisten war. Die Zentrale Stelle der Landesjustizverwaltungen zur Aufklärung nationalsozialistischer Verbrechen in Ludwigsburg hatte im April 2013 mitgeteilt, dass sie gegen 50 weitere KZ-Aufseher des Vernichtungslagers Auschwitz-Birkenau Vorermittlungen führt.
Im Oktober 2014 hat das Simon-Wiesenthal-Center der deutschen Regierung eine Liste von 80 deutschen Staatsbürgern vorgelegt, die im Zweiten Weltkrieg den Tod von zahlreichen Juden verschuldet haben sollen. Ein Sprecher der jüdischen Organisation aus Jerusalem gab an, dass diese Personen immer noch am Leben seien. Eine Sprecherin des Bundesjustizministeriums erläuterte gegenüber israelischen Medien, dass die Liste an das Büro des Sonderstaatsanwalts in Ludwigsburg weitergegeben und nun dort untersucht werde.

## Die zehn schlimmsten antisemitischen/antiisraelischen Verunglimpfungen
Das SWC veröffentlicht seit 2010 die „Top Ten Anti-Semitic/Anti-Israel Slurs“, eine jährliche Top-Ten-Liste von Zitaten, bei denen es sich nach Auffassung des SWC um antisemitische/antiisraelische Verunglimpfungen handelt, die sich zudem durch eine breitere gesellschaftliche Akzeptanz auszeichnen und damit nach Ansicht des SWC „den Weltfrieden bedrohen“.
In einem Interview mit der Zeitung Die Zeit konkretisierte Rabbi Abraham Cooper, stellvertretender Direktor des SWC, das Anliegen, das mit der Liste verfolgt wird:

„Wir veröffentlichen diese Liste jedes Jahr seit 2010. Sie soll eine weltweite Momentaufnahme sein und zeigen, wo und wie Antisemitismus massenkompatibel wird. Die Liste ist ein Weckruf an die Politik und soll zu Diskussionen anregen. […] Wir folgen [bei der Unterscheidung zwischen legitimer Kritik und Antisemitismus] sehr genau der Definition von Nathan Sharansky, dem Vorsitzenden der israelischen Einwanderungsorganisation. Entscheidend sind demnach Doppelmoral, Dämonisierung und Delegitimierung. Trifft eines dieser drei „D“ zu, handelt es sich nicht mehr um bloße Kritik.“

Auf der Liste fanden sich auch Zitate Deutscher: Thilo Sarrazin 2010, Hermann Dierkes 2011 und Jakob Augstein 2012. Für das Jahr 2013 wurden von der Stuttgarter Zeitung und der Badischen Zeitung veröffentlichte Karikaturen in die Liste aufgenommen. Die Bank für Sozialwirtschaft stand 2018 auf Platz 7 der Liste, weil sie das Konto des Vereins Jüdische Stimme für gerechten Frieden in Nahost fortführte, der die Kampagne Boycott, Divestment and Sanctions (BDS) unterstützt. 2019 kam Christoph Heusgen, Ständiger Vertreter der Bundesrepublik Deutschland bei den Vereinten Nationen, auf Platz 7 der Liste, weil er im Sicherheitsrat 25 mal antiisraelisch gestimmt und israelische Bulldozer mit Hamas-Raketen gleichgesetzt habe.
2020 ging Platz 7 an die „deutsche Kulturelite“, insbesondere an das Goethe-Institut, die Kulturstiftung des Bundes, die Berliner Festspiele, das Deutsche Theater, das Einstein Forum, das Humboldt Forum und weitere staatlich finanzierte Kultureinrichtungen, die gemeinsam eine Entschließung des Deutschen Bundestages, der BDS-Bewegung „finanzielle Unterstützung und die Vergabe von kommunalen Räumen“ zu verweigern, als Verstoß gegen die Meinungsfreiheit kritisiert hatten.
| Um die konkreten Anschuldigungen zu sehen, bitte die originale Liste des Simon Wiesenthal Centers unter den Einzelnachweisen (Top Ten worst global anti-semitic/anti-Israel incidents) aufrufen. |

| Jahr | 1 | 2                                                                         | 3                                                             | 4 | 5                                                                                       | 6 | 7 | 8                                                                               | 9                                                                   | 10 |
| ---- | --- | ------------------------------------------------------------------------- | ------------------------------------------------------------- | --- | --------------------------------------------------------------------------------------- | --- | --- | ------------------------------------------------------------------------------- | ------------------------------------------------------------------- | --- |
| 2010 | Helen Thomas | Oliver Stone                                                              | Mahathir bin Mohamad                                          | Al-Mutawakil Taha (stellvertretender Informationsminister der Palästinensischen Autonomiebehörde)                                               | Thilo Sarrazin                                                                          | Karel de Gucht | Rick Sanchez (ehemaliger CNN-Korrespondent)                                                              | Petras Stankeras (Historiker und Berater des litauischen Innenministeriums)     | Christina Patterson (The Independent)                               | Soziale Netzwerke (Yahoo, Facebook, Twitter) |
| 2011 | Mahmud Abbas | Recep Tayyip Erdoğan                                                      | Mikis Theodorakis                                             | John Galliano | Lars von Trier                                                                          | Osama Al-Malouhi (syrischer Oppositioneller) | Tawfiq Okasha (ägyptischer Präsidentschaftskandidat)                                                     | George Saliba                                                                   | Hermann Dierkes (Die Linke Duisburg)                                | Jeremiah Wright |
| 2012 | Ägyptische Muslimbruderschaft: Mohammed Badie Futouh Abd Al-Nabi Mansour                                                                                               | Iranisches Regime: Mahmud Ahmadineschad Hassan Firouzabadi Mohamed Rahimi | Carlos Latuff                                                 | Europas antisemitische Fußball-Fans | Allukrainische Vereinigung „Swoboda“: Oleh Tjahnybok Ihor Miroschnytschenko             | Chrysi Avgi: Nikolaos Michaloliakos Ilias Kasidiaris | Jobbik: Marton Gyongyosi                                                                                 | Auszeichnung des Arztes Trond Ali Linstad mit der Kongens fortjenstmedalje      | Jakob Augstein                                                      | Louis Farrakhan |
| 2013 | Ali Chamene’i | Recep Tayyip Erdoğan                                                      | Richard Falk                                                  | Boycott, Divestment and Sanctions American Studies Association (ASA) Roger Waters United Church of Canada                                       | Jobbik                                                                                  | Rechtfertigung und Glorifizierung Hitlers: Najwa Karam Mehmet Sahin Zwei türkische Studenten, die den Hitlergruß vor dem Eingangstor des KZ Auschwitz zeigten Yusuf al-Qaradawi Qays bin Khalil al Kalbi Muhammad al Farraj | Karikaturen: Zeon Badische Zeitung Stuttgarter Zeitung Dagbladet (Norwegen) Thomas Drefvelin             | Pine Bush School District                                                       | Alice Walker Max Blumenthal                                         | Europäische Sportveranstaltungen: Miejski Ośrodek Sportu i Rekreacji, Łódź Fans der Ungarischen Fußballnationalmannschaft Dynamo Riga Josip Šimunić |
| 2014 | Ein Arzt in Belgien versagt einer 90-jährigen jüdischen Frau medizinische Hilfe („Schick sie nach Gaza für einige Stunden, dann wird sie befreit von ihren Schmerzen“) | Terroranschlag auf die Kehilat-Bnei-Torah-Synagoge in Jerusalem           | Überfall auf ein jüdisches Paar und Vergewaltigung in Créteil | „Toilettenaffäre“ bei der Partei Die Linke | Faruk Köse, Kolumnist in der Türkei, schlägt eine Sondersteuer für türkische Juden vor. | Björn Söder (Schwedendemokraten; Vizepräsident des schwedischen Reichstags) | Mihály Zoltán Orosz                                                                                      | Dämonisierung und Delegitimation Israels in amerikanischen akademischen Kreisen | Frazier Glenn Cross, Jr. (ehemaliger Grand Dragon des Ku-Klux-Klan) | In einem Sportartikelladen in Hertfordshire wird einem Juden der Eintritt verwehrt („No Jews, no Jews“)                                             |
| 2015 | Judenhass inspirierte die Attentäter des Terroranschlags in San Bernardino                                                                                             | ISIS                                                                      | Europäische Union für Doppelmoral gegenüber Israel            | Campus in den USA: antisemitische Angriffe auf jüdische Studenten                                                                               | Palästinensische Autonomiebehörde/UNRWA                                                 | Iran | Kultur und Sport in Europa: Hassgesänge gegen Juden, Absage an den jüdischen Rapper Matisyahu in Spanien | Jeremy Corbyn, Gerald Kaufman                                                   | Kuwait                                                              | Polen |
| 2016 | Resolution 2334 des UN-Sicherheitsrates und Resolutionen der UN-Generalversammlung                                                                                     | Führung der Labour Party und Jenny Tonge                                  | Frankreich boykottiert Israel                                 | Boykottierung, Ausgliederung und Sanktionen der Gewerkschaft Erziehung und Wissenschaft, Canadian Union of Students und United Church of Christ | Richard B. Spencer                                                                      | Palästinensische Autonomiebehörde und Hamas | Zahlreiche antisemitische Angriffe in den Niederlanden                                                   | Margot Wallström                                                                | Sport – Brutstätte für Hass                                         | Leugnung der Beteiligung von Polen am Holocaust; Anna Zalewska                                                                                      |
| 2019 | Britische Labour Party unter Jeremy Corbyn | Anschläge in Jersey City und Halle                                        | Todesdrohungen gegen Liliana Segre                            | Verfahrenseinstellung im Mordfall Sarah Halimi                                                                                                  | Rashida Tlaib und Ilhan Omar                                                            | Hasskriminalität gegen Juden in New York City | Abstimmungsverhalten des deutschen Vertreters Christoph Heusgen im UN-Sicherheitsrat                     | Universitäten in den USA und Kanada                                             | Jahrestag der „Kristallnacht“ in Dänemark und Schweden              | Pastor Rick Wiles bezeichnet das Amtsenthebungsverfahren gegen Trump als „jüdischen Putsch“                                                         |
| 2020 | Antisemitismus im Rahmen der COVID-19-Pandemie | Telegram                                                                  | Louis Farrakhan                                               | Antisemitische Angriffe im Nachgang der Black Lives Matter Proteste                                                                             | Ajatollah Chamenei                                                                      | Entscheidung des Europäischen Gerichtshofs, dass Schächten von EU-Staaten verboten werden darf | Versuch der Re-Legitimisierung der BDS-Kampagne durch die „deutsche Kulturelite“                         | Anti-Zionismus an US-amerikanischen Universitäten                               | Demokratische Sozialisten Amerikas                                  | Daniel Jadue |
| 2021 | Iran | Hamas                                                                     | BBC und das Vereinigte Königreich                             | Nazi- und Antisemitismus-Symbole in der Impfgegner-Bewegung                                                                                     | Jewish Voices for Peace                                                                 | Soziale Netzwerke (Twitter, Telegram, TikTok, Facebook) | Deutschland                                                                                              | Council on American-Islamic Relations und Sunrise Movement                      | Carol Falt, Präsidentin der University of Southern California       | Unilever |

## Kritik
Das SWC kam vor allem Ende 2005 bei der jüdischen Gemeinde Venezuelas in die Kritik, als es dem venezolanischen Präsidenten Hugo Chávez antisemitische Äußerungen vorwarf, weil dieser behauptete, „die Nachkommen derer, die Christus kreuzigten […], haben sich die Reichtümer der Welt zu eigen gemacht“. Das SWC ging davon aus, dass hiermit die Juden gemeint waren. Juden enorme Macht und Reichtum zuzusprechen, ist ein häufiges antisemitisches Klischee. Die jüdische Gemeinde Venezuelas wies dies kurz darauf zurück, da das SWC die Äußerungen von Chávez zum wiederholten Mal sinnentstellend verkürzt wiedergegeben habe.
Vergleichbare Kritik wird auch an den „antisemitischen/antiisraelischen Verunglimpfungen“ geäußert. Die hier veröffentlichten Zitate seien teilweise so gekürzt, dass eine deutlich andere Aussage suggeriert werde als beim vollständigen Zitat im ursprünglichen Kontext.
Zum Jahreswechsel 2012/2013 geriet das SWC in der deutschen Presse in die Kritik, da es Äußerungen des deutschen Journalisten und Verlegers Jakob Augstein über Israel und die israelische Regierung auf die Rangliste „2012 Top Ten Anti-Semitic/Anti-Israel Slurs“ (Top zehn antisemitische/anti-israelische Verunglimpfungen 2012) gesetzt hatte (Platz 9). Der Präsident des Zentralrats der Juden in Deutschland, Dieter Graumann, kritisierte, dass „die anderen auf der Liste, auch die widerlichen Naziparteien in unseren europäischen Partnerländern Ungarn und Griechenland, damit unzulässig verharmlost werden“. Augstein schüre aber fahrlässig antiisraelische Ressentiments, vermittle ein undifferenziertes und verfälschtes Israelbild und schreibe ohne Empathie und ohne Verständnis für Israels Existenzängste. Verschiedene Politiker, Journalisten, Nahost- und Antisemitismusexperten nahmen Augstein gegen Antisemitismusvorwürfe in Schutz, distanzierten sich dabei aber teilweise von Augsteins Aussagen.
Auch die Plakataktion „Spät, aber nicht zu spät! Operation Last Chance“ sah sich Kritik ausgesetzt. Michael Wolffsohn bezeichnete die Aktion als „geschmacklos“ und vertrat die Ansicht, das Simon Wiesenthal Center stehe „oft für Klamauk, aber nicht für wirklich intensive, pietätvolle Aufarbeitung“.
2019 geriet das SWC in die Kritik, weil es auf seiner „Liste der zehn schlimmsten weltweiten antisemitischen Zwischenfälle 2018“ auf Platz sieben die deutsche Bank für Sozialwirtschaft führte, denn diese habe ein Konto der Jüdischen Stimme für gerechten Frieden in Nahost bei ihr nicht gekündigt. Diese Organisation kritisiert die israelische Politik in den besetzten Gebieten und wird von einigen Quellen in einen Zusammenhang mit Boycott, Divestment and Sanctions gerückt. Stefan Reinecke kommentierte, die Liste sei „zwischen Klamauk und Agitprop angesiedelt“, das beste wäre, sie zu ignorieren.
Auch die Aufnahme des deutschen Vertreters bei den Vereinten Nationen, Christoph Heusgen, in die „Liste antisemitischer Vorfälle“ 2019 stieß auf Kritik. Die deutsche Regierungssprecherin Ulrike Demmer stellte klar, dass Heusgen das Abstimmungsverhalten im Sicherheitsrat nicht selbst festlege, sondern auf Weisung der Bundesregierung handele. Zudem habe sich der Diplomat „über Jahre hinweg und mit großer Leidenschaft gegen Antisemitismus eingesetzt“. Das Auswärtige Amt gab an, dass sich Deutschland bei den Vereinten Nationen „gegen eine unfaire Behandlung Israels“ einsetze und „Israels legitime Interessen“ unterstütze. Der israelische Botschafter in Deutschland, Jeremy Issacharoff, bezeichnete die Vorwürfe gegen Heusgen als „völlig unangebracht“.
Nachdem das SWC den Antisemitismusbeauftragten des Landes Baden-Württemberg, Michael Blume, auf Platz sieben der Top-Ten-Liste des globalen Antisemitismus für das Jahr 2021 aufgeführt hatte, kritisierten die Israelitischen Religionsgemeinschaften die Organisation. Blume sei ein „Brückenbauer zwischen Baden-Württemberg und Israel“. Ihn „auf eine gemeinsame Liste mit Feinden Israels zu setzen“ sei „ungeheuerlich“. Der Zentralrat der Juden in Deutschland erklärte, die Vorwürfe gegen Blume seien „absurd“. Auch die Orthodoxe Rabbinerkonferenz Deutschland kritisierte das SWC wegen seiner Entscheidung. Der baden-württembergische Ministerpräsident Winfried Kretschmann bezeichnete die Vorwürfe als „nicht nachvollziehbar und höchst befremdlich“. Blume selbst erklärte, dass einige Vorwürfe des SWC „nicht einmal einer oberflächlichen Überprüfung stand“ hielten.

Im Januar 2023 kritisierte der Chef vom Dienst der größten jüdischen Zeitung Deutschlands, Jüdische Allgemeine, das Wiesenthal-Zentrum dafür, Christoph Heusgen, Jakob Augstein und Michael Blume in seine Listen aufgenommen und neben Terroristen und Antisemiten genannt zu haben. Er schrieb in Bezug auf das Wiesenthal-Zentrum und seine Listen:
„Der Kampf gegen Antisemitismus ist zu ernst, um ihn so zu führen, wie es das Wiesenthal Center mit der Liste leider getan hat. […] Wahrheit statt Fake News: Für Simon Wiesenthal war das eine Selbstverständlichkeit. Zum Selbstverständnis des Simon Wiesenthal Centers gehört dies offenkundig nur sehr bedingt.”